# Rola (Wappengemeinschaft)
Rola bezeichnet ein polnisches Wappen, welches von verschiedenen Familien des polnischen Adels (Szlachta) in der Zeit des Königreichs Polen und der polnisch-litauischen Union verwendet wurde.

## Namhafte Persönlichkeiten
- Marcelli Janecki
- Jan Januszowski
- Erich Klossowski
- Balthus
- Pierre Klossowski
- Stanisław Kostka Gadomski
- Stanisław Lubieniecki
- Józef Niemojewski
- Stanisław Rola-Arciszewski
- Augustinus Rotundus
- Aleksander Rożniecki
- Jan Tarnowski
- Tomasz Wawrzecki